# 旧シャッフル同盟の乗機
旧シャッフル同盟の乗機（きゅうシャッフルどうめいのじょうき）は、テレビアニメ『機動武闘伝Gガンダム』に登場する架空の兵器。

## 概要
『機動武闘伝Gガンダム』作品中においてシャッフル同盟が、秩序を破壊する東方不敗を断罪すべく新宿に出現した際に乗る機体。チボデーらを救出したのち、機体は灰色に変色し、その後、塵と化す。
漫画版である『超級!機動武闘伝Gガンダム』ではアニメ版と同様にチボデーらを救出したのち、デビルガンダムと戦うドモンを援護するために、新たにシャッフルの紋章を受け継いだチボデーらが自らの乗機の頭部を移植して搭乗する。デビルガンダムとの戦いの後に機体は崩れ去る。
また、放送後しばらくは出版物等でも、機体名とシャッフル同盟の称号とが同一だったり、シャッフル・クラブがシャッフルエースやクラブエースと表記される等と不確定だったが、後年発売された『SDガンダム GGENERATION』シリーズなどのゲームで名称が確定した。見た目や名称にガンダムらしさのないモビルファイターで、未来世紀では珍しい機体である。

## 機体解説

### シャッフル・スペード
クイーン・ザ・スペード、マックス・バーンズが搭乗。大型のランドセルと肩ユニットにはバーニアが装備されスピード感あふれる機体となっている。短剣を武器とし、光のナイフで敵を切り刻む技を持つ。長距離移動の際にはモビルアーマー形態とも言われるスペード型に変形する。

### シャッフル・ダイヤ
ジャック・イン・ダイヤ、ナシウス・キルヒャが搭乗。肩、背中、フロントアーマーが菱形をしている。火炎放射を武器とする。長距離移動の際にはダイヤ型に変形する。

### シャッフル・クラブ
クラブ・エース、アラン・リーが搭乗。拳法を生かした接近戦を得意とし、両肩に大型ビームキャノンを装備している。長距離移動の際にはクラブ型に変形する。

### シャッフル・ジョーカー
ブラック・ジョーカー、トリス・スルゲイレフが搭乗。頭部に大型の装飾部品があり、ピエロのようなデザインである。顎、爪先にJ型の意匠がある。他の機体と違って変形しないが、代わりに長距離移動の際はボールのように丸まって行動する。

### シャッフル・ハート
劇中未登場。クーロンガンダム以前にキング・オブ・ハート、東方不敗が乗っていた機体でハート型に変形する。頭部に辮髪状のバーニアがある。人型形態ではハートの輪郭がバインダーのように肩口の後ろに展開される点や、左右に伸びた頭部装飾などがマスターガンダムと類似している。この機体の部品をもとにクーロンガンダムが組み上げられたという。